# QB VII
QB VII è una miniserie televisiva del 1974 diretta da Tom Gries e basata sul romanzo omonimo scritto da Leon Uris nel 1970.

## Prologo del narratore
Il processo ebbe luogo nel QBVII, nel tribunale della Regina Nr 7 al palazzo di giustizia di Londra, in quel tribunale "Sir" Adam Kelno, fece causa per diffamazione a Abraham Cady, eroe della II guerra mondiale e romanziere di fama internazionale.
Vissero quasi 30 anni ignorando l'esistenza l'uno dell'altro, fino allo scontro violento in questi palazzi medioevali. Nella vita di questi due uomini, nel loro conflitto, in questa tragedia, c'è la storia di un'intera generazione, che secondo un'indimenticabile frase di quell'epoca "aveva un appuntamento con il destino".»
(Voce Narrante)

## Adam Kelno - Il Querelante
Nel 1945, Adam Kelno, medico chirurgo polacco, durante gli ultimi giorni di guerra viene liberato dall'armata sovietica dal campo di 
concentramento di Jadwiga in Polonia, dove, seppure prigioniero, praticava la professione insieme ad altri medici internati con lui. Nella baracca Nr5, comandata dal sanguinario Colonnello Voss delle SS, si svolgevano esperimenti sulle ovaie e sui testicoli dei prigionieri del campo. Malconcio, denutrito e sanguinante, Kelno si consegna nelle mani dei frontalieri polacchi che lo soccorrono portandolo in ospedale, dove durante la convalescenza egli conosce Angela, un'infermiera che in seguito diventerà sua moglie e che gli darà un figlio. Guarito completamente, Kelno si trasferisce a Londra ricominciando la sua professione di medico chirurgo, aprendo un piccolo ambulatorio nei sobborghi di Londra dove cura i non abbienti.
Un giorno si presentano a casa sua degli esponenti della polizia britannica, che lo arrestano con l'accusa di crimini di guerra commessi a Jadwiga durante la detenzione, accusa avanzata da parte dal governo polacco che chiede l'estradizione di Kelno per processarlo in patria. In un confronto alla statunitense, Kelno non viene riconosciuto da una delle sue vittime e il governo inglese non dà l'autorizzazione all'estradizione, così Kelno per evitare ulteriori guai parte con tutta la famiglia in un luogo sperduto della terra, nella parte più nascosta del Kuwait.
Durante i circa 9 anni di permanenza in Kuwait (protettorato britannico), inizialmente osteggiato dal rappresentante britannico Clinton-Meek, Kelno riesce a innalzare il tenore di vita dei suoi assistiti, ed è per questo che alla fine il governo britannico gli riconosce il titolo di "Sir" per la sua opera meritoria in quel paese. La moglie a questo punto gli chiede di ritornare in Inghilterra, in quanto non c'è più pericolo di un'estradizione e nessuno oserebbe toccare "Sir Adam Kelno".

## Abraham 'Abe' Cady - Il Querelato
Abe Cady, statunitense, ebreo non praticante, anzi, miscredente, scrittore e pilota di caccia, è considerato un asso dell'aviazione e ha partecipato a moltissime missioni pericolose, durante una delle quali viene abbattuto. Pur ferito gravemente, si salva e viene operato agli occhi, rimanendo bendato per diverso tempo. Durante la convalescenza, conosce Samantha, infermiera dell'ospedale, con cui ha una relazione senza vederla mai. I due si lasciano, ma il destino li farà incontrare di nuovo ad un party organizzato dal suo editore, ed è li che Abe vede per la prima volta Samantha, le chiede di sposarlo e avrà un figlio da lei.
Tornato in America con la moglie, Abe si stabilisce nella splendida casa che il padre Morris ha allestito per lui e dove scriverà molti romanzi di successo che gli frutteranno fama internazionale e ricchezza. Presto anche il cinema si accorge di lui, contribuendo ad aumentare la sua agiatezza, ma Abe a poco a poco diventa insoddisfatto, arrogante, finendo anche per tradire la moglie con diverse donne, finché la separazione diventa inevitabile. Il vecchio Morris Cady decide di passare i pochi anni che ancora gli rimangono da vivere in Israele, così parte per la Terra promessa lasciando il figlio al suo destino.
A un party, Abe conosce la bellissima Lady Margaret, altolocata e benestante statunitense, con cui ha una relazione. La sua ormai monotona routine viene spezzata da una comunicazione da Israele, che lo avverte che suo padre è in punto di morte. Abe parte per Israele e arriva appena in tempo per vederlo spirare. Durante le onoranze funebri arriva anche Lady Margaret, con cui Abe si reca al Museo dell'Olocausto a Gerusalemme, per onorare una promessa fatta al padre, rimanendo letteralmente scioccato da quanto vede.
Uscito in lacrime dal museo, Abe dice "Adesso so che cosa devo scrivere, io devo restare in Israele e devo farlo da solo, voglio scrivere di questa prova che il Dio d'Israele ha inflitto al mio popolo, devo partire dai forni di Jadwiga per arrivare al Sinai e a Suez, voglio che il lettore ci sia quando innalzano la stella di Davide sopra Gerusalemme e quando si riaccende la fiamma eterna, prego Iddio di darmi il talento per farlo!!".
Nel frattempo il figlio di Abe si arruola nell'esercito israeliano come pilota da caccia.

## La causa per diffamazione
"Holocaust", il frutto della fatica letteraria di Abe, esce nelle librerie di Londra e diventa un best seller. Quando Angela Kelno, incuriosita, compra il libro e lo legge, resta impietrita sul capitolo che recita: "Era nel campo di Jadwiga che i tedeschi fecero mostruosi esperimenti sui prigionieri ebrei con lo scopo di trovare un metodo di sterilizzazione di massa per le cosiddette razze inferiori, nella baracca Nr5, il gabinetto medico era in mano al Dott. Adam Kelno che fece più di mille di questi esperimenti sugli ebrei senza usare anestetico e trattandoli come cavie umane".
Adam Kelno vuole querelare Abe all'istante, la moglie invece è più realistica e consiglia ad Adam di soprassedere, per non creare interesse controproducente al suo passato non certo immacolato, ma Adam è irremovibile, contando sul fatto che oramai sono passati più di 20 anni e di prove concrete (dice lui) non ne esistono più; Così lo scontro in Tribunale fra Adam Kelno e Abraham Cady è inevitabile.
La strategia dell'avvocato del querelante (lo stesso del dopoguerra, quando la Polonia chiese l'estradizione) è semplice, sarà la parola di Abe contro quella di Kelno e in tribunale non basta.
La Strategia dell'avvocato del querelato, (avvocato Banniester, principe del foro, candidato politico e amico di Lady Margaret) si basa su una sola testimonianza diretta, quella del Dott. Tessler, anche lui a Jadwiga come dottore, ma ormai molto vecchio e malato.
Abe vola in Israele per convincere la Dottoressa Parmentier, psichiatra del gruppo di sopravvissuti della baracca Nr5, a testimoniare in prima persona (lavorava anche lei a Jadwiga) e a far testimoniare i suoi pazienti, dopo una discussione con la dottoressa, non convinta di mettere a nudo verità sconvolgenti, Abe la convince che è l'unica cosa giusta da fare.
Scrivendo il libro, Abe, pur avendo fatto un lavoro accuratissimo in fase di ricerca, si rende conto che trovare prove a sostegno della sua tesi è molto arduo, visto i moltissimi anni passati e le implicazioni politiche in atto con la Polonia, finché Lady Margaret mette in moto le sue conoscenze altolocate che arrivano fino alla casa Bianca e alla Cia.
In questo modo, tramite il servizio segreto Polacco (scambio politico di favori) si riesce a sapere che a Jedwiga nella baracca Nr5 un inserviente del Dott.Kelno teneva i registri della sala operatoria, purtroppo questo inserviente alla fine della guerra fece perdere le sue tracce con tutta la documentazione, così il Servizio segreto Polacco, inizia la ricerca di questo inserviente, un certo Ebon Sobotnik.

## Il processo
Inizia il processo, l'accusa fa testimoniare alcuni internati non ebrei a Jadwiga, sulla irreprensibilità di Kelno e Kelno stesso che appare deciso e spavaldo nelle sue risposte.
Anche quando arrivano a Londra i sopravvissuti della baracca Nr5 assistiti dalla Dottoressa Parmentier la loro testimonianza pur drammatica, non riesce a spostare l'ago della bilancia della giustizia; infatti tutti gli internati di Jadwiga non riconoscono Kelno per il semplice fatto che al momento degli interventi egli aveva la mascherina protettiva.
La Dottoressa Parmentier, interrogata a sua volta fa un racconto drammatico delle condizioni del campo e di alcuni esperimenti sulla soglia della resistenza umana.
La difesa fa un controinterrogatorio feroce nei confronti di Kelno, ma pur con qualche crepa e tentennamento il querelante riesce a uscirne quasi indenne.
A complicare le cose, arriva la notizia che l'unico testimone diretto del coinvolgimento di Kelno, il Dott. Tessler è morto per un attacco cardiaco.
Abe nel frattempo è volato in Polonia dove sembra che sia stata rintracciata l'amante di Ebon Sobotnik, infatti in un drammatico confronto, Abe riesce a convincere la donna a svelare la nuova identità di Ebon Sobotnik: "Oggi si chiama Gustav Tukla ed è uno dei direttori della fabbrica Lenin a Brno".
Rintracciato l'uomo, lo portano al campo di Jadwiga per fargli rivivere quei momenti drammatici e di fronte alle stanze spettrali della baracca Nr5, crolla dicendo che è pronto a collaborare: 
(Ebon Sobotnik)
Il processo sta andando verso una conclusione favorevole a Kelno e le arringhe finali stanno per cominciare, quando improvvisamente fanno irruzione in aula Abraham Cady ed Ebon Sobotnik arrivati appena in tempo dalla Polonia per consegnare il registro nelle mani della giustizia; l'avvocato del querelante fa opposizione, in quanto l'escursione dei testi era finita, ma l'avvocato della parte avversa fa presente al giudice che lo stesso querelante nel controinterrogatorio disse: "darei la mia vita per avere qui i registri della sala operatoria così non ci sarebbero più dubbi sulla mia innocenza.
Il giudice, conclude che la prova del registro è valida, così l'avvocato Banniester richiama sul banco dei testimoni Adam Kelno, e questa volta di fronte alle tabelle inequivocabili del registro con date, tipi di interventi, firme di Kelno, procedure ospedaliere delinquenziali, l'interrogatorio diventa un vero atto di accusa, Adam Kelno ne esce distrutto!!.

## L'attesa
Durante la snervante attesa della sentenza, il figlio di Adam Kelno disgustato dalle verità emerse, ha una furiosa lite con il padre lasciando per sempre i genitori.
Abraham Cady subito prima di entrare in aula per ascoltare la sentenza, riceve un telegramma dal governo Israeliano che gli comunica che il figlio è deceduto nell'adempimento del suo dovere.
Era il 6 giugno 1967, il II giorno dall'inizio della "guerra dei 6 giorni fra Israele e i paesi arabi.

## La sentenza
(Il Cancelliere)
(capo dei giurati)
(Cancelliere)
(Capo dei giurati.)
(Cancelliere)
(Capo dei giurati)
(Cancelliere)
(Capo dei giurati)
(Giudice Gilroy in tono sprezzante (Jack Hawkins))

## La conclusione
Subito dopo la sentenza Abraham Cady, pressato dai giornalisti che volevano una dichiarazione sulla sua soddisfazione alla sentenza, dichiara: 
Se c'è un significato universale per le parole "buono o cattivo" la differenza sta nell'altrettanta differenza che c'è fra noi e gli uomini di questo genere. Finché permetteremo loro di governare le nazioni, di comandare gli eserciti, di guidare le fazioni, continueremo a essere le loro vittime.
Lei mi chiede se sono soddisfatto?, è una parola che non si può usare in rapporto agli argomenti trattati in questo processo, perché quello che è successo tra il 1939 e il 1945 in Europa, accade ancora in una dozzina di paesi in tutto il mondo e continuerà a succedere finché i malfattori saranno organizzati e gli uomini onesti e miti saranno ingannati, sfruttati e paralizzati da loro, ecco il significato di quello che è successo in questo tribunale!.»
(Abraham Cady)

## Edizioni televisive
- Rispetto all'edizione americana, quella italiana è più corta di circa 15 minuti, hanno tagliato qualche dialogo di minore importanza e tutte le istruzioni del giudice ai giurati prima di entrare in camera di consiglio.
- Stranamente, nella versione americana, manca rispetto a quella italiana, una scena durante la visita medica all'aperto di alcune pazienti kuwaitiane da parte della moglie di Kelno.
- Telemontecarlo replicò la miniserie TV nel 1986 e nel 1989, rispettivamente in 5 e in 6 puntate al posto delle 2 previste in origine.
- La miniserie fu replicata poi da alcune emittenti locali negli anni '90